# Andreas Geritzer
Andreas Gritzer est un skipper autrichien né le 11 décembre 1977 à Vienne.

## Carrière
Andreas Geritzer obtient une médaille d'argent olympique dans la catégorie des Laser lors des Jeux olympiques d'été de 2004 à Athènes.